# Rugby à sept aux Jeux olympiques de la jeunesse
Le rugby à sept est introduit aux Jeux olympiques de la jeunesse lors de l'édition 2014.

## Historique
Le rugby à sept fait son apparition aux Jeux olympiques de la jeunesse lors de l'édition 2014 jouée à Nankin.

## Palmarès

### Tournoi masculin
| Édition | Lieu         | Or        | Argent    | Bronze |
| ------- | ------------ | --------- | --------- | ------ |
| 2014    | Nankin       | France    | Argentine | Fidji  |
| 2018    | Buenos Aires | Argentine | France    | Japon  |

### Tournoi féminin
| Édition | Lieu         | Or               | Argent | Bronze |
| ------- | ------------ | ---------------- | ------ | ------ |
| 2014    | Nankin       | Australie        | Canada | Chine  |
| 2018    | Buenos Aires | Nouvelle-Zélande | France | Canada |